# Nikopol: Die Rückkehr des Unsterblichen
Nikopol: Die Rückkehr des Unsterblichen ist ein Point-and-Click-Adventure des französischen Computerspielentwicklers White Birds Productions. Es spielt in einem dystopischen Paris der Zukunft und handelt von einem Maler, der sich einer Untergrundbewegung gegen den herrschenden Diktator anschließt. Nikopol wurde am 25. September 2008 für Microsoft Windows veröffentlicht.

## Handlung
Im Jahr 2023 ist Paris ein faschistischer Stadtstaat unter der Herrschaft von Hans-Ferdinand Weisskohl, dessen Herrschaft einen christlich-religiösen Deckmantel hat. Die innenpolitische Situation ist angespannt, Weißkohl steht unter Druck. Verschiedene religiöse Untergrundgruppen opponieren gegen seine Herrschaft. Zu allem Überfluss schwebt ein außerirdisches Raumschiff in Form einer riesigen Pyramide über der Stadt; die Regierung Weisskohl hat Kontakt zu den im Inneren befindlichen ägyptischen Göttern, lässt gegenüber dem Volk aber nichts verlautbaren. Der Spieler stellt Alcide Nikopol dar, einen Maler, der sich vor kurzem einer Untergrundbewegung angeschlossen hat. Zu Beginn des Spiels stellt sich heraus, dass zeitgleich mit dem Auftauchen des Pyramidenraumschiffs über Paris ein Raumschiff abstürzte, in dem sich Alcides Vater befand, der zu lebenslanger Haft verurteilt und schockgefroren war. Die Suche nach seinem Vater nimmt den größten Teil der Spielhandlung ein.

## Spielprinzip und Technik
Nikopol ist ein First-Person-Point-and-Click-Adventure. Die Darstellung des Spielgeschehens erfolgt aus der Egoperspektive. Die Kamera ist am Standort des Spielers fixiert und kann mit der Maus frei gedreht werden. Objekte, mit denen man interagieren kann, werden durch eine Veränderung des Cursors gekennzeichnet. Jeder Standort enthält Ausgänge, die wie Objekte angeklickt werden können. Das aktuelle Standortbild wird dann ausgeblendet, die Kamera am neuen Standort platziert und die neue Umgebung dann dargestellt. Mit der Maus erkundet der Spieler die Umgebung, interagiert mit Objekten, bewegt ihn von Ort zu Ort, untersucht die Szenerie und kombiniert Gegenstände. Im Gegensatz zu klassischen Adventures setzt Nikopol in größerem Umfang zeitkritische Sequenzen ein. So muss der Spieler z. B. vor einem Gegner flüchten und diesem Hindernisse in den Weg legen – ist der Spieler zu langsam, wird er vom Gegner eingeholt, und das Spiel ist verloren. In solchen Fällen startet das Spiel innerhalb der zeitlich begrenzten Sequenz neu, so dass nur wenig oder gar kein Spielfortschritt verloren geht.

## Produktionsnotizen
Nikopol beruht auf der Comic-Trilogie Alexander Nikopol des französischen Comiczeichners Enki Bilal. Vier Jahre zuvor war der Comic unter dem Titel Immortal aufwändig verfilmt worden.

## Rezeption
In den Fachmedien positiv hervorgehoben wurden die Präsentation (Grafik, Sound, Animationen und Zwischensequenzen), das Rätseldesign sowie die interessante Story. Kritisiert wurden die Linearität der Handlung, einige unlogische Puzzles, die weitgehend menschenleere Außenwelt sowie die Tatsache, dass der Spielstand innerhalb der zeitlich begrenzten Sequenzen nicht abgespeichert werden kann. Der Metacritic-Score beträgt 68.